# Pixabay
Pixabay.com es un sitio web internacional para el intercambio de fotos de alta calidad (fotos, imágenes, ilustraciones, gráficos vectoriales, y material fílmico). Estas imágenes en este sitio son registradas en el dominio público según  Licencias Creative Commons / Creative Commons CC0, aunque en 2019 cambió su licencia. Esta licencia, o "licencia Pixabay" prohíbe la venta de copias inalteradas de las obras con licencia, o la distribución como imágenes de stock o fondos de pantalla. Como los términos de CC0 indican explícitamente que la liberación al dominio público es "irrevocable" una vez completada, las imágenes que ya se habían publicado bajo CC0 antes del cambio de licencia siguen estando disponibles a través de varios espejos que se distribuyen bajo la declaración CC0 original.

## Historia
La empresa fue fundada por Hans Braxmeier y Simon Steinberger en noviembre de 2010 en Ulm, Alemania. En marzo de 2012, Pixabay fue rediseñada; el cambio de una colección de imágenes personales en una comunidad interactiva en línea con un apoyo de 20 idiomas. En mayo de ese mismo año, una interfaz de programación de aplicaciones (API) se puso en marcha. Lo que permitió a los usuarios de terceros y desarrolladores de sitios web para buscar la base de datos de imagen Pixabay. 
Hoy en día, el API está siendo utilizado por la comunidad de diseño Psykopaint, y en el interior WYSIWYG editor de la página web de Jimbo. Junto con Flickr, YouTube y Wikimedia Commons. En junio de 2012, Pixabay se incluyó en el sitio de búsqueda de CC oficial Creative Commons. Sobre una base regular, Pixabay recibió atención en la prensa internacional y revistas en línea. 
En 2014, se llevaron a cabo seis idiomas de interfaz adicionales (tailandés, vietnamita , griego, eslovaco, búlgaro, danés), y en 2015, comenzó a ofrecer Pixabay filmaciones, además de imágenes —todos los cuales liberados según las licencias de Creative Commons—.
En enero de 2019 Pixabay dejó de usar la licencia Creative Commons CC0 y pasó a usar su propia licencia personalizada llamada "Licencia Pixabay".
El 17 de abril de 2023 entraron en vigor cambios significativos en las condiciones de servicio de Pixabay. Esto incluía la modificación de la "Licencia Pixabay" por la "Licencia de contenido", así como el restablecimiento de la licencia Creative Commons CC0, para los contenidos subidos a Pixabay antes del 9 de enero de 2019.

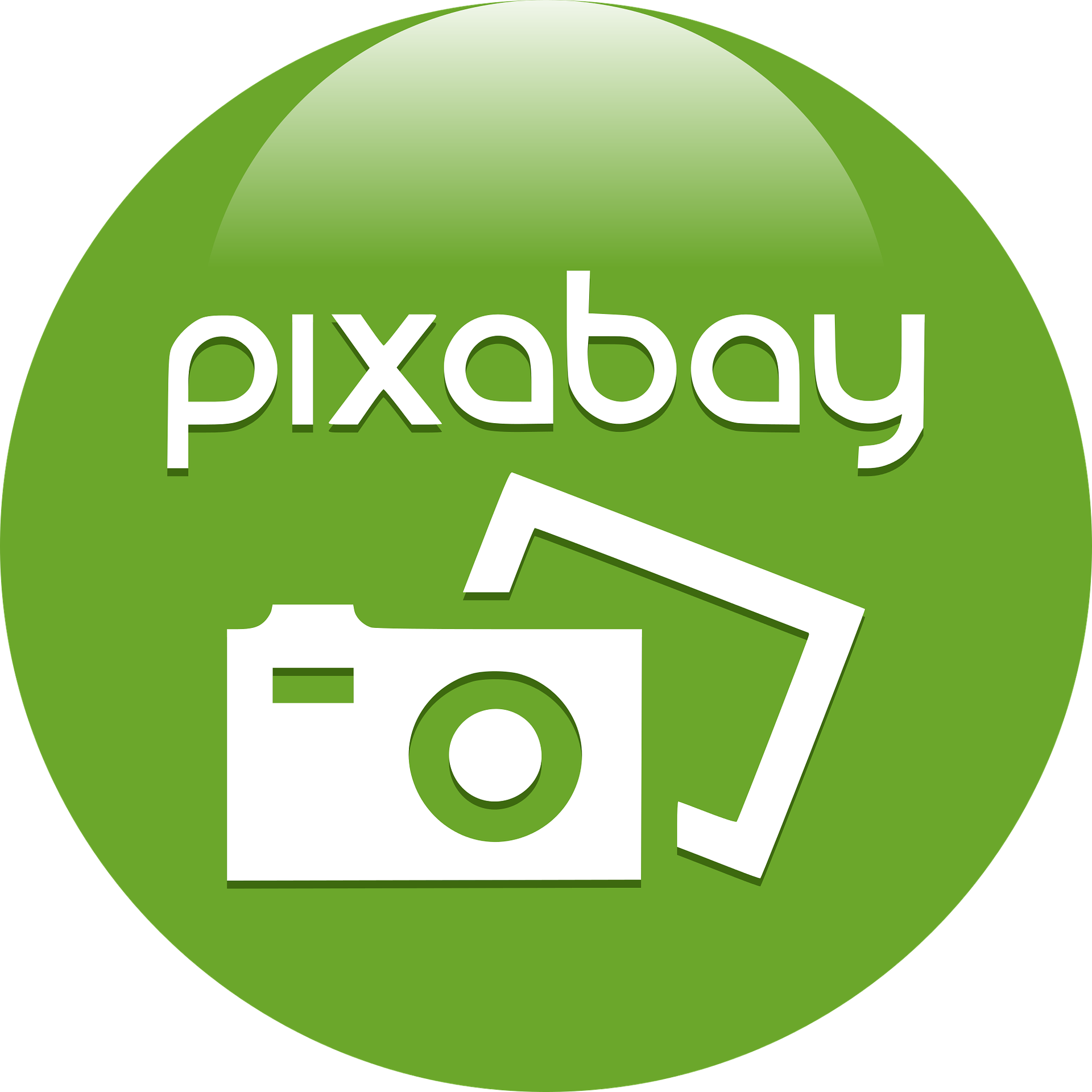
Logotipo oficial del sitio web Pixabay.